# Anstaltskirche (Beelitz)

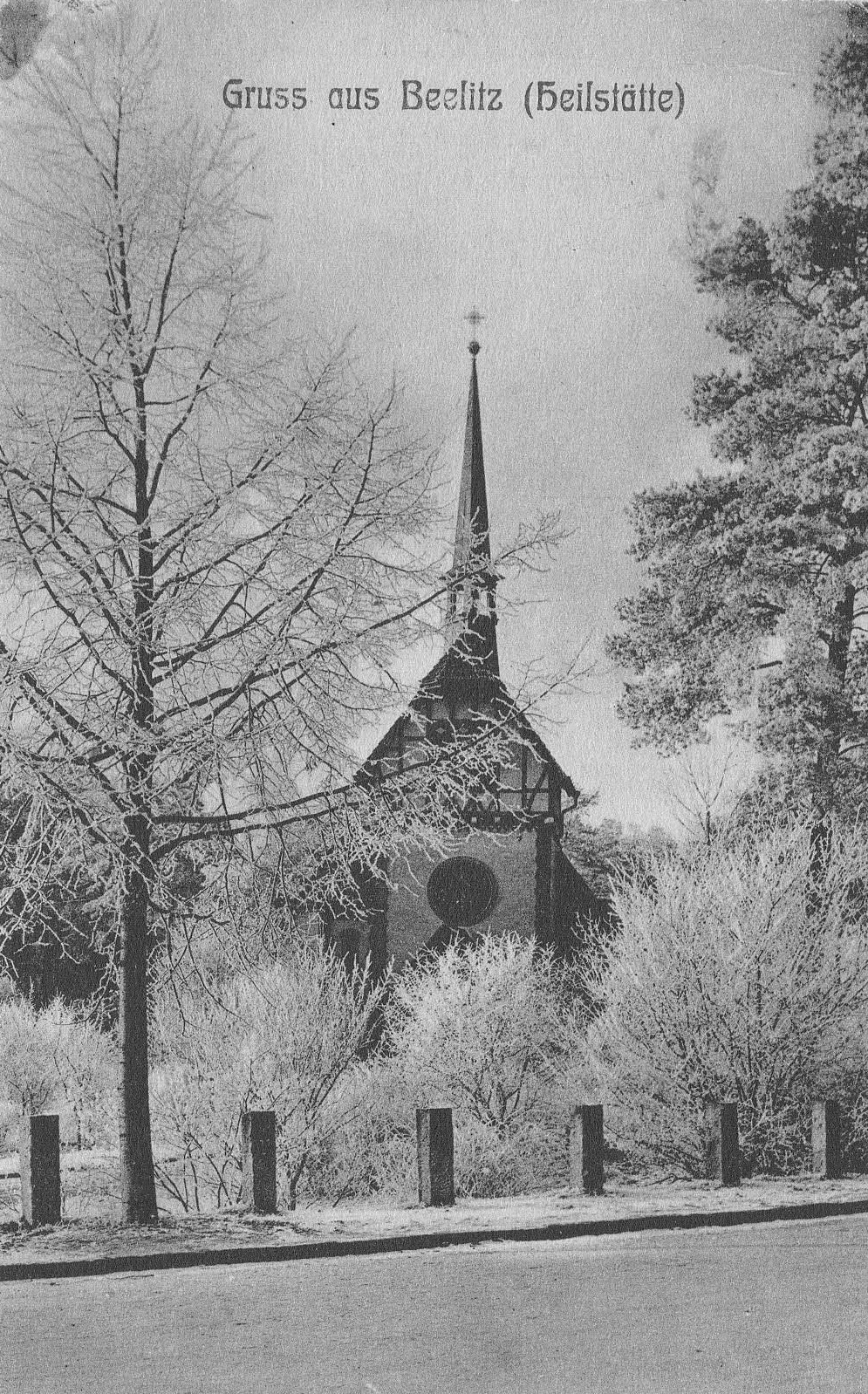
Die Anstaltskirche auf einer Postkarte von 1915, Feldpost Vereinslazarett

Die Anstaltskirche in Beelitz war von 1902 bis 1971 eine Krankenhauskapelle in Beelitz-Heilstätten bei Beelitz. 

## Lage
Die Simultankirche stand mittig auf dem Gelände der Beelitz-Heilstätten an der Kreuzung der Bahnstrecke und der Landstraße, die das Gelände in vier Quadranten teilten: Im Osten waren die Männer, westlich der Landstraße die Frauen, nördlich der Bahnlinie die Lungenheilanstalten, südlich der Bahnlinie die Sanatorien untergebracht. Durch die Wahl dieses Ortes war die Kirche für alle erreichbar.

## Geschichte
Die Kirche wurde in der ersten Bauphase von 1898 bis 1902 unter den Architekten Heino Schmieden und Julius Boethke errichtet. Sie galt als öffentliche Einrichtung für Patienten wie für Bedienstete und Gäste. Die evangelische Gemeinde wurde vom Pfarrer aus Beelitz betreut, die katholische anfangs von einem Geistlichen aus Berlin, ab 1907 vom Gemeindepfarrer aus Werder. Von 1914 bis 1920 diente sie auch invaliden Soldaten des in Beelitz eingerichteten Vereinslazarettes. Am 7. Mai 1928 wurde ein Ehrenmal von Professor Ludwig Cauer für die Gefallenen des Ersten Weltkrieges errichtet, die Angestellte der Heilstätten waren. Von 1939 bis 1945 diente das Gotteshaus wieder als Lazarettkirche. Nach der Kesselschlacht von Halbe nahm die Rote Armee das Areal ein. Dabei brannte im April oder Mai 1945 aus ungeklärten Gründen der Dachstuhl ab. Mit Genehmigung der sowjetischen Administration wurde die noch erhaltungswürdige Kirche 1971 abgerissen, um Steine zum Bau der Kegelbahn in Beelitz 1972 zu gewinnen. Der SG Beelitz e.V. hatte von 1967 bis dato zunächst mit einer mobilen Kegelbahn vorliebnehmen müssen.

## Aussehen
Über dem überdachten Eingangsbereich der kapellenartigen Kirche mit 200 Plätzen war eine Rosette aus Buntglas ins Mauerwerk eingelassen. An der Ostseite mündete ein steinerner Turm in einen fachwerkartigen Glockenstuhl, der von einem spitzen Dachreiter gekrönt wurde. Der Chor befand sich an der Westseite. Die Kirche hatte zwei Sakristeien, die an der Südseite für den evangelischen Pfarrer, die an der Nordseite für den katholischen. 

## Bilder

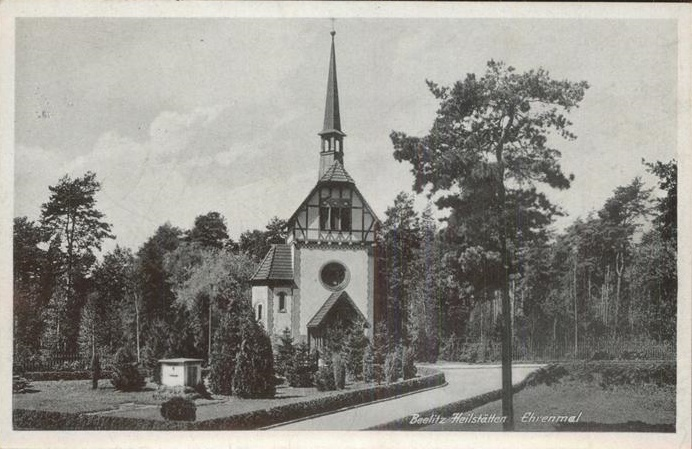
Anstaltskirche, links das Ehrenmal
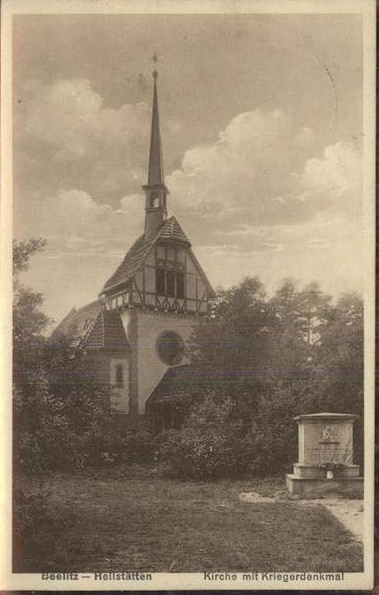
Anstaltskirche, rechts das Ehrenmal
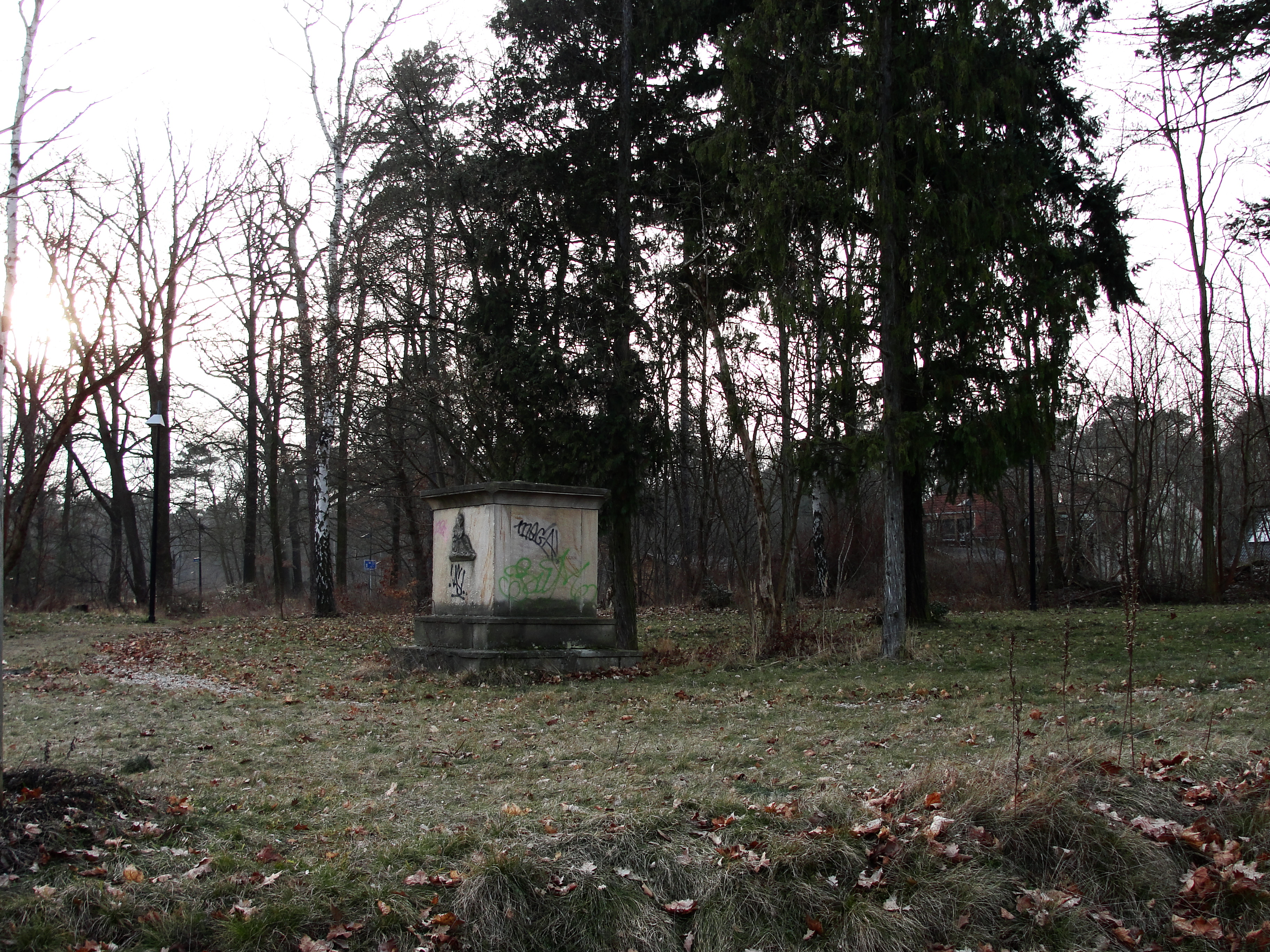
Das Gelände heute, mittig demoliertes Ehrenmal
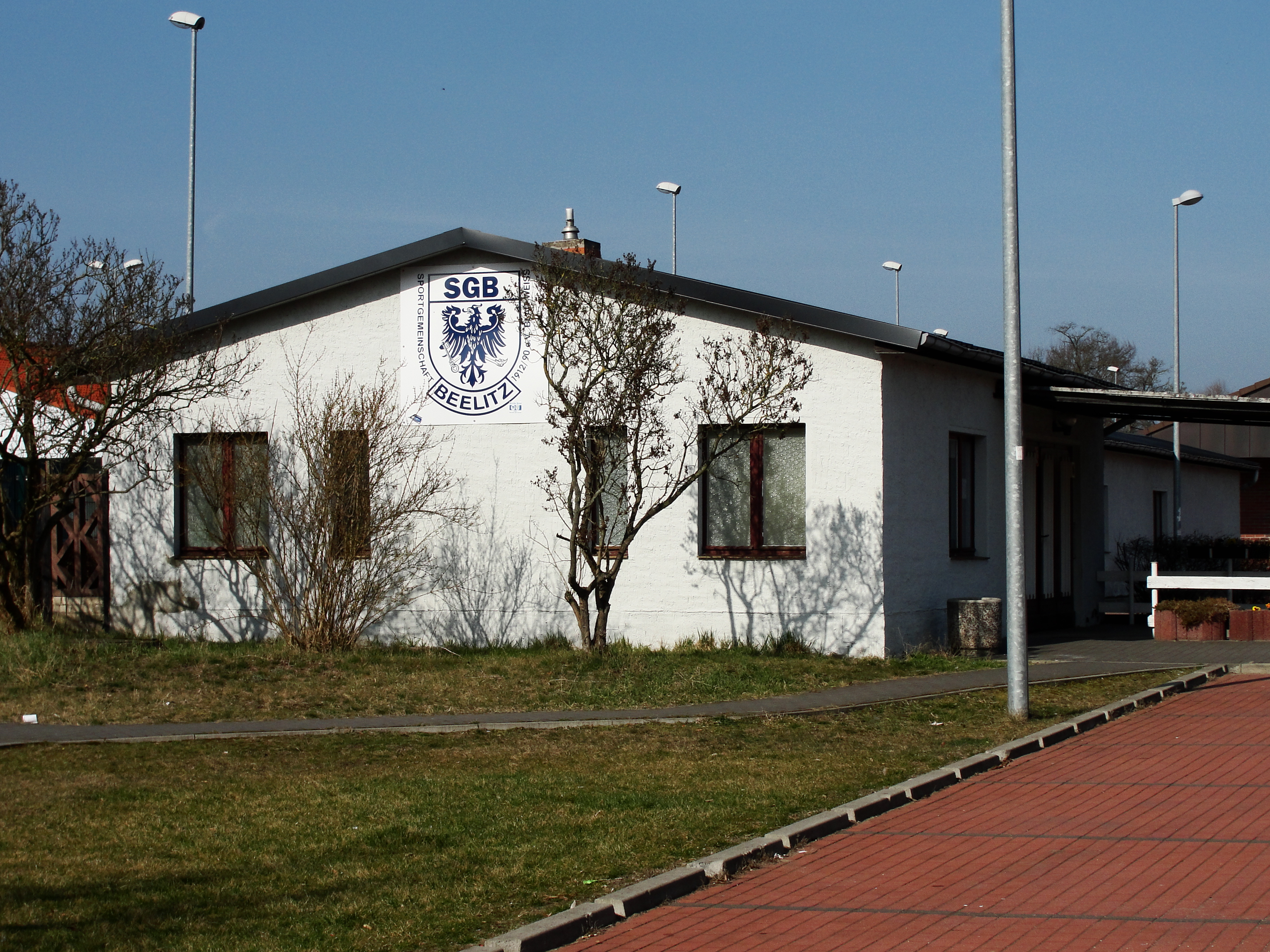
Die Kegelbahn des Sportgemeinschaft Blau Weiß Beelitz 1912/90 e.V.
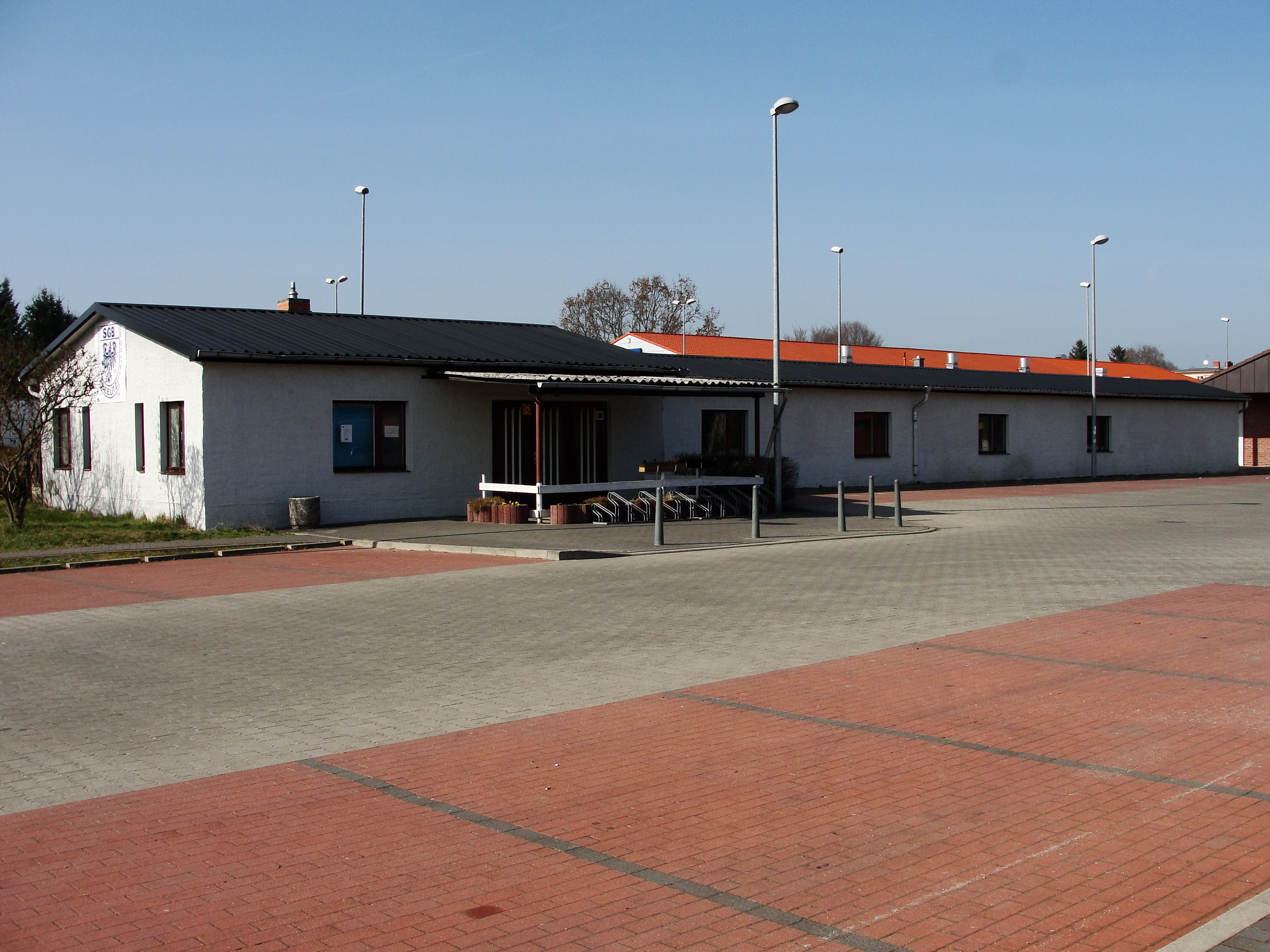
Die Kegelbahn in Beelitz, erbaut aus den Steinen der Anstaltskirche